# Реміджо Кантагалліна
Реміджо Кантагалліна (італ. Remigio Cantagallina; бл. 1582, Сансеполькро, провінція Ареццо — 1656, Флоренція) — італійський графік і художник першої половини XVII ст.

## Життєпис
Походив з родини художника. Відомо, що його родичі опанували різні галузі мистецької практики, брат Антоніо працював архітектором, а другий працював художником. Сам Реміджо Кантагалліна опановував архітектуру і інженерну справу (та фортифікацію ?). Серед його замальовок — фортечні мури Сієни, Брюсселя, Маастріхта тощо. Його вчителями вважають Джуліо Паріджі (1571—1635) та Якопо Лігоцці (1547—1627).
У XX столітті він більше відомий як малювальник, гравер і вчитель декількох граверів XVII століття.
У період 1612—1613 років здійснив подорож до Франції та Південних Нідерландів. За припущеннями, у подорож його запросив Олександр де Бурнонвіль. Малюнки цього періоду збережені. Їх вважають близькими до творів, що створював відомий нідерландський художник Пауль Бріль, що оселився і працював у папському Римі.
Після повернення до Тоскани, він створив схожі топографічні малюнки, присвячені цього разу місту Флоренція та її околицям.
Помер у Флоренції 1656 року.

## Графічні твори і серії

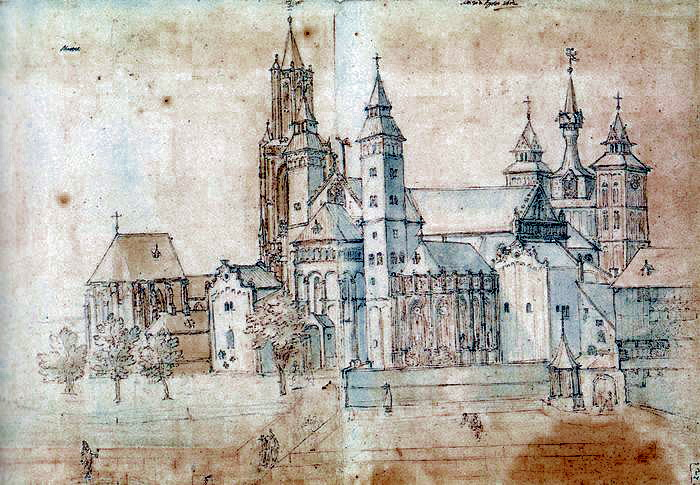
Реміджо Кантагалліна. «Катедральний собор, Маастріхт», малюнок, 1612 рік

- «Morte di S. Francesco» ("Смерть св. Франциска Ассізького " 1605)
- серія «Palazzo della Fame» (1608)
- «Fiera dell'Impruneta» («Ярмарок у Імпрунеті» 1615)
- «Veduta di Badia Prataglia» («Краєвид Бадії Пратальї» 1616)
- «Paesaggio con due viandanti» («Пейзаж з двома подорожніми» 1635)
- «Cascinale» («Садиба» 1641)

## Учні майстра
Точної кількості учнів невідомо. Вважають, що виучку у Реміджо Кантагалліни пройшли так відомі майстри графіки XVII ст. як Жак Калло та Стефано делла Белла. Серед його учнів рахують також Ніколо Ангелі та відомого науковця, фармацевта і натураліста Франческо Реді (1626—1697).

## Галерея обраних творів

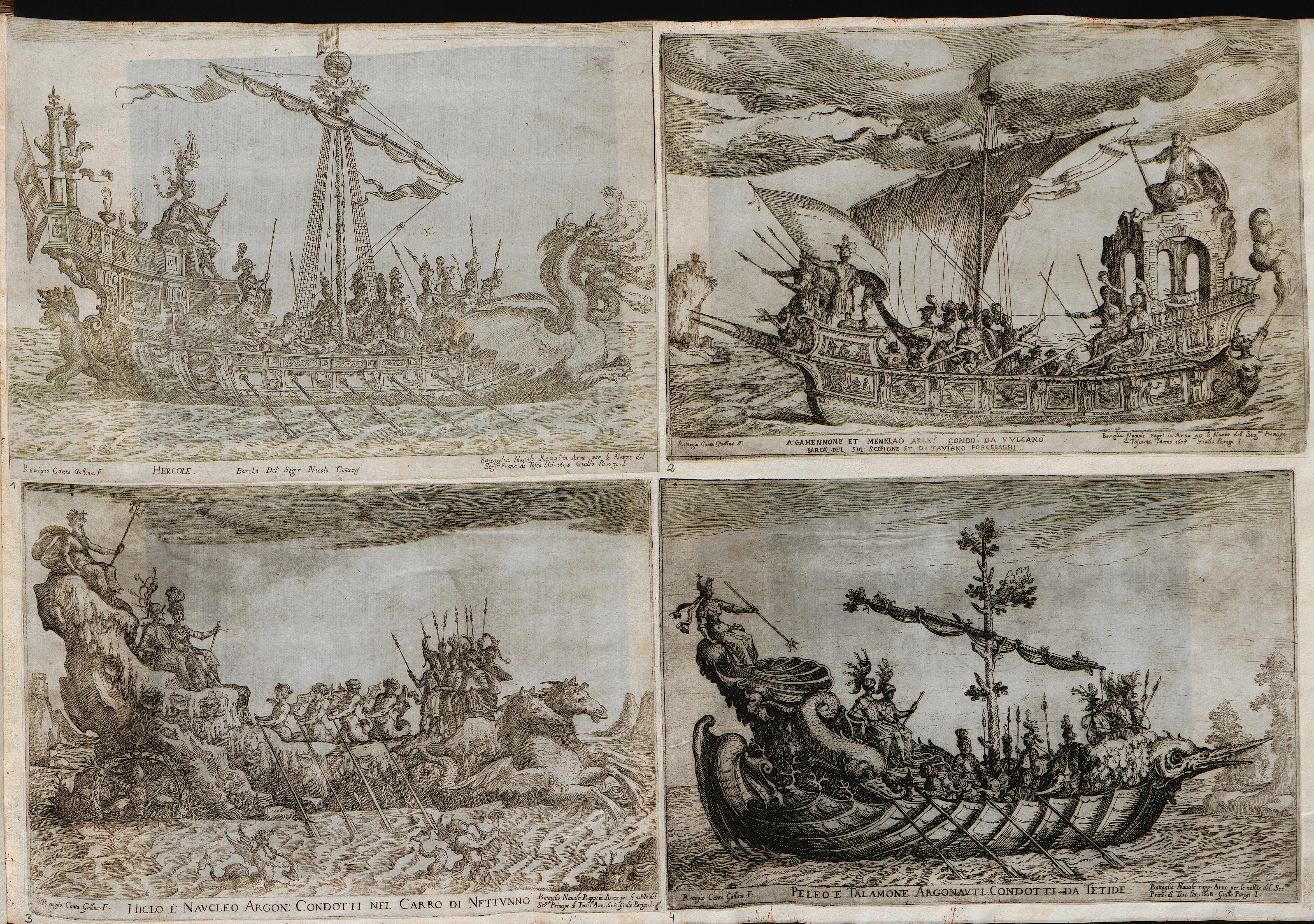
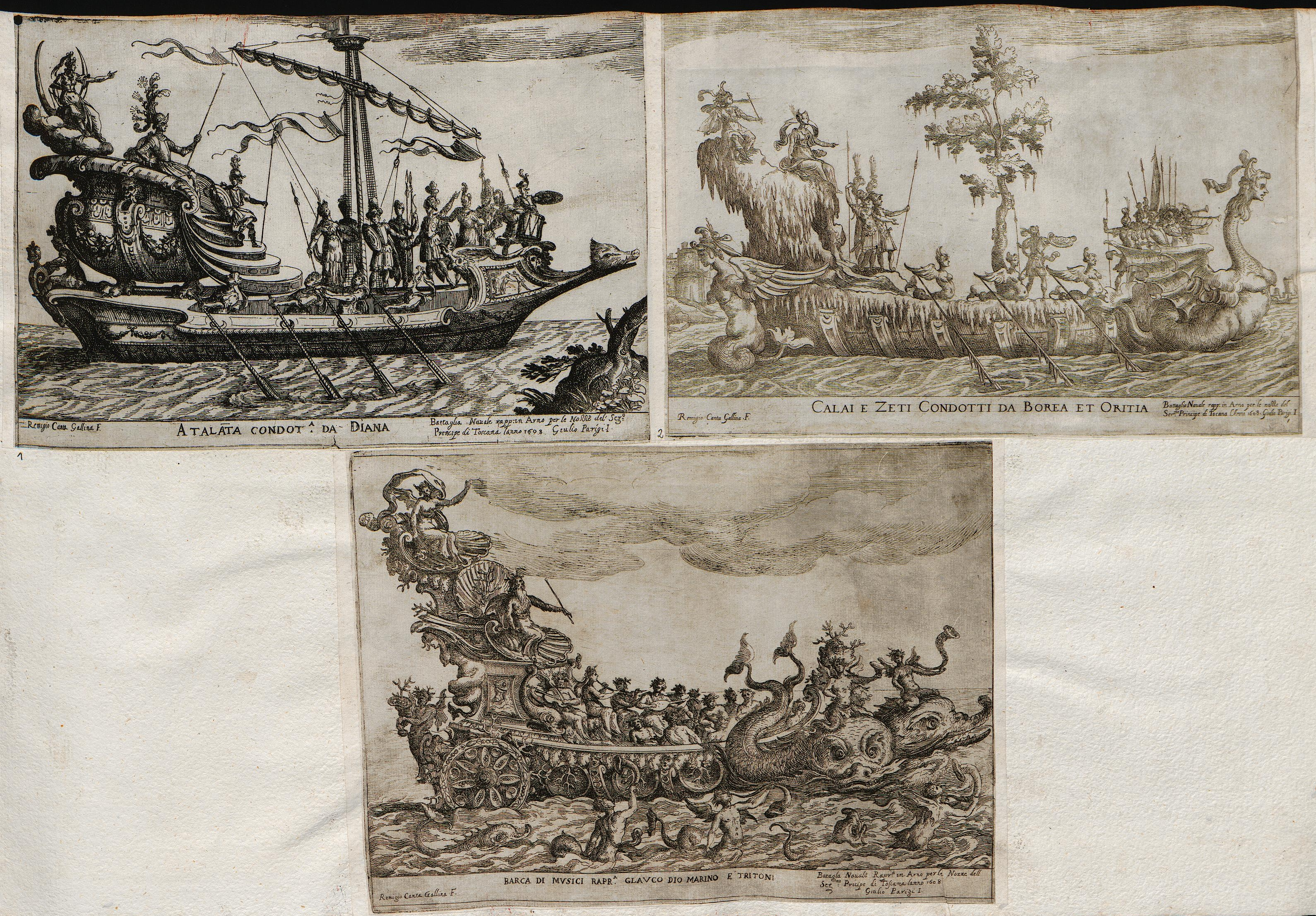
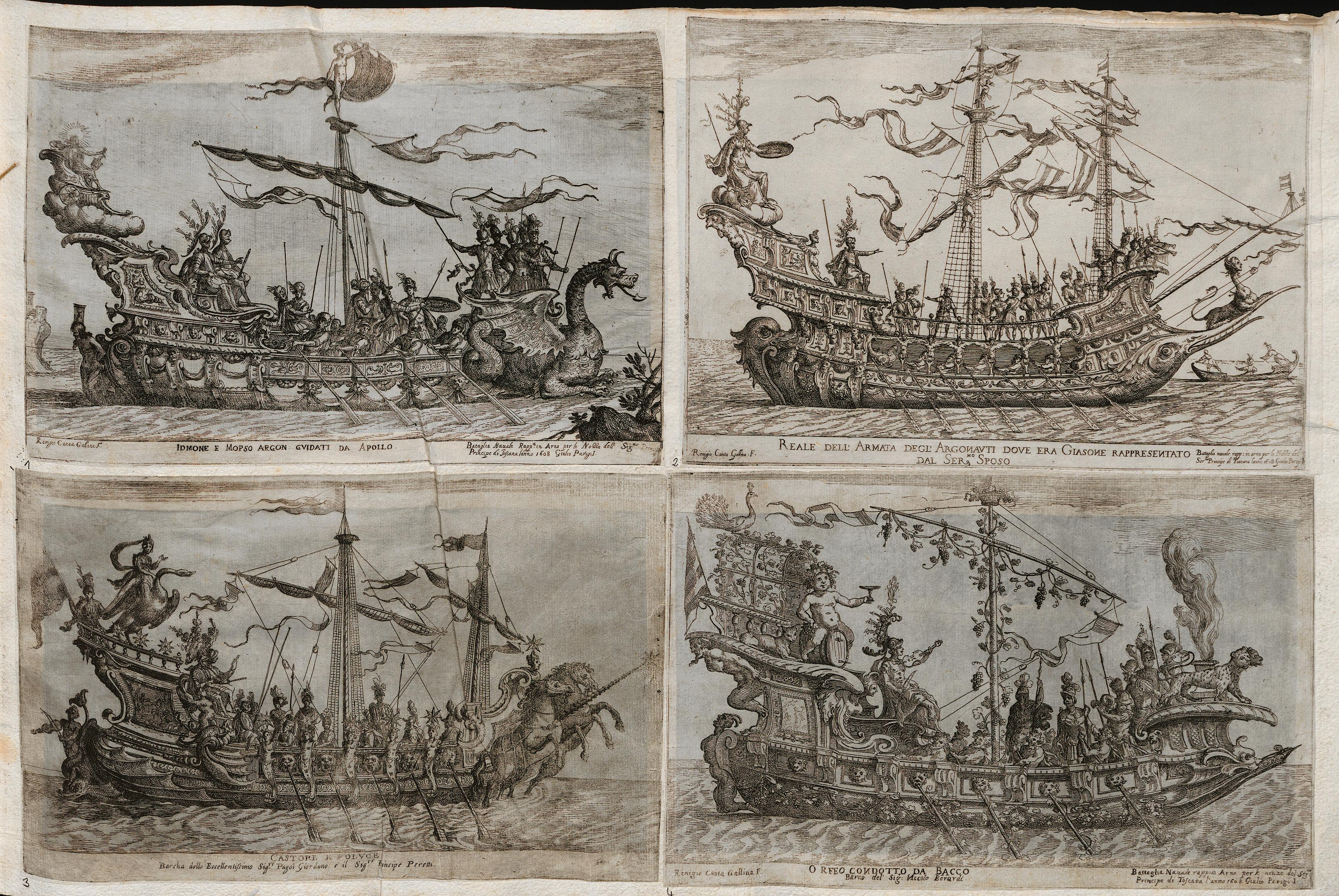